# 1992년 1월
| 1992년: 1월 · 2월 · 3월 · 4월 · 5월 · 6월 · 7월 · 8월 · 9월 · 10월 · 11월 · 12월 |

| <           | 1992년 1월 | 1992년 1월 | 1992년 1월   | 1992년 1월 | 1992년 1월 | >          |
| 일          | 월         | 화         | 수           | 목         | 금         | 토         |
|             |            |            | 1 11.27 병자 | 2 28 정축  | 3 29 무인  | 4 30 기묘  |
| 5 12.1 경진 | 6 2 신사   | 7 3 임오   | 8 4 계미     | 9 5 갑신   | 10 6 을유  | 11 7 병술  |
| 12 8 정해   | 13 9 무자  | 14 10 기축 | 15 11 경인   | 16 12 신묘 | 17 13 임진 | 18 14 계사 |
| 19 15 갑오  | 20 16 을미 | 21 17 병신 | 22 18 정유   | 23 19 무술 | 24 20 기해 | 25 21 경자 |
| 26 22 신축  | 27 23 임인 | 28 24 계묘 | 29 25 갑진   | 30 26 을사 | 31 27 병오 |            |

| 편집하기 |